# Losacino
Losacino est une municipalité de la province de Zamora (Castille-et-León, Espagne).